# Africa Open 2010
Het Africa Open van 2010 is een golftoernooi van de Sunshine Tour maar telt sinds 2010 ook mee voor de Europese PGA Tour. Het wordt gespeeld van 7 - 10 januari.
Het Africa Open wordt sinds 2009 gespeeld op de East London Golf Club in Oos-Londen, Zuid-Afrika. Deze baan heeft een par van 73 en kijkt uit over de Indische Oceaan. Het is een combinatie van een duinbaan en een parkbaan, hetgeen het zeer afwisselend maakt. Reeds zes keer is het Zuid-Afrikaans Open hier gespeeld.

## Het toernooi

#### Ronde 1
Bijna de helft van de spelers komt uit Zuid-Afrika, zij spelen op de Sunshine Tour of de Europese Tour of hebben zich gekwalificeerd om mee te mogen doen. De andere spelers komen van de Europese Tour en hebben een andere nationaliteit. Er doen drie spelers uit de top-100 van de wereldranglijst mee: James Kingston, Charl Schwartzel en Richard Sterne.

Trevor Fisher, Mark Haastrup, Titch Moore, Patrik Sjoland en Richard Sterne zijn met een score van 66 (-7) aan de leiding gegaan, Thomas Aiken, Keith Horne, Charl Schwartzel en Tjaart Van der Walt delen de 6de plaats met 67.

Joost Luiten is de enige Nederlandse deelnemer, hij maakte 69. Wegens zijn polsblessure kreeg hij medisch uitstel. Hij moet in dit en zijn twee volgende toernooien € 22.000 verdienen om zijn toerkaart te behouden. Er doet geen Belg mee.

#### Ronde 2
De 30-jarige Trevor Fisher van de Modderfontein Golf Club maakt deze ronde als enige speler 66 en blijft aan de leiding. Hij staat op -14. Joost Luiten heeft zich gekwalificeerd voor het weekend met een totaal van -6. Hij staat op de gedeelde 39ste plaats.

#### Ronde 3
Er zijn 68 spelers die na de 2de ronde op -5 of beter stonden en zich kwalificeerden voor het weekend. Joost Luiten handhaaft zich met een ronde van -3 (totaal -9) en staat nu 34ste. Thomas Aiken begon vandaag met een bogey op de eerste hole, waar hij gisteren een eagle maakt, misschien is hij daardoor voorzichtiger gaan spelen. Hij deelt nu de leiding met Trevor Fisher op -16, derde staat JBE Kruger, en gedeeld vierde staan Charl Schwartzel en  Jake Roos, allen uit Zuid-Afrika. Miles Tunnicliff is de eerste buitenlander, de Engelsman maakte in deze ronde -6 en staat op de zesde plaats.

#### Ronde 4
Charles Schwartzel heeft gewonnen. Met een laatste ronde van 66 kwam hij op een totaal van -20. Tweede werd Thomas Aiken met -19, en derde werd JBE Kruger met -18. Voormalig koploper Fisher eindigde met -17 op een gedeelde 4de plaats. Joost Luiten werd 28ste met -12, goed voor ruim 8500 euro. Dat betekent dat hij in zijn volgende twee toernooien nog ongeveer 14.000 euro moet verdienen om zijn tourkaart te behouden.

## De spelers
| Spelers uit andere landen - Stuart Anderson - Fredrik Andersson Hed - Phillip Archer - Peter Baker - Benn Barham - Sion Bebb - Thomas Bjørn - Gary Boyd - Mark Brown - Ryan Cairns - François Calmels - Alejandro Cañizares - Magnus Carlsson - Clodomiro Carranza - Marc Cayeux - TC Charamba - Gary Clark - Darren Clarke - Robert Coles - Adilson Da Silva - Carlos Del Moral - Robert Dinwiddie - Nick Dougherty - Scott Dunlop - Pelle Edberg - Jamie Elson - Klas Eriksson - Kenneth Ferrie - Oliver Fisher - Lorenzo Gagli - Stephen Gallacher - Jean-Baptiste Gonnet - Julien Guerrier - Mark Haastrup - Joakim Haeggman - Benjamin Hebert - Scott Hend - Michael Hoey - Garry Houston - Sam Hutsby - Raphaël Jacquelin | - Steven Jeppesen - Erik Johansen - Roope Kakko - Alexandre Kaleka - Niall Kearney - Simon Khan - Rick Kulacz - Danny Lee - José-Filipe Lima - Michaël Lorenzo-Vera - Jean-François Lucquin - Joost Luiten - David Lynn - Callum McCaulay - Stuart Manley - Andrew Marshall - Andrew McArthur - Richard McEvoy - Alan McLean - Jamie McLeary - James Morrison - Gary Murphy - Henrik Nystrom - Steven O'Hara - Fredrik Ohlson - John Parry - Paulo Pinto - Phillip Price - Julien Quesne - Marco Ruiz - James Ruth - Jarmo Sandelin - Marcel Siem - Patrick Sjoland - Lee Slatterly - Carl Suneson - Andrew Tampion - Simon Thornton - Miles Tunnicliff - Justin Walters - Martin Wiegele - Matthew Zions | Spelers uit Zuid-Afrika - Warren Abery - Reggie Adams - Jaco Ahlers - Thomas Aiken - Christiaan Basson - Steve Basson - Oliver Bekker - Jacques Blaauw - Desvonde Botes - Michiel Bothma - Merrick Bremner - Heinrich Bruiners - Callie Burger - Charl Coetzee - George Coetzee - André Cruse - Andrew Curlewis - Keenan Davidse - Louis De Jager - Johan Du Buisson - Mark Fensham - Tyrone Ferreira - Darren Fichardt - Trevor Fisher Jr - Dion Fourie - Mervyn Galant - Andrew Georgiou - Brandon Grace - Daniel Greene - Anton Haig - Alex Haindl - Keith Horne - Jean Hugo - James Kamte - James Kingston - J'be Kruger - Brett Liddle - Martin Maritz - Anthony Michael - Louis Moolman - Titch Moore | - Tyrone Mordt - Grant Muller - Mark Murless - Lindani Ndwandwe - Prinavin Nelson - Shaun Norris - Hennie Otto - Deane Pappas - Brandon Pieters - Christian Ries - Jake Roos - Neil Schietekat - Charl Schwartzel - Thabang Simon - Richard Sterne - Chris Swanepoel - Des Terblanche - Toto Thimba - Ryan Tipping - Tyrone van Aswegen - Ulrich van den Berg - Willie van der Merwe - Dawie van der Walt - Tjaart van der Walt - Jaco Van Zyl - Bradford Vaughan - Wayne Westner - Clinton Whitelaw - Chris Williams |  |